# Gremi de Constructors d'Obres de Barcelona i Comarques
El Gremi de Constructors d'Obres de Barcelona i Comarques és una organització professional que té els seus orígens l'any 1211 i que es va reconstituir el 1892. Treballa per la defensa dels interessos del sector de la construcció i per donar suport a l'activitat quotidiana de les empreses agremiades, oferint diversos serveis. Aquesta entitat el 2012 va rebre la Creu de Sant Jordi.